# 永宁门
34°15′11″N 108°56′32″E / 34.25314°N 108.94235°E

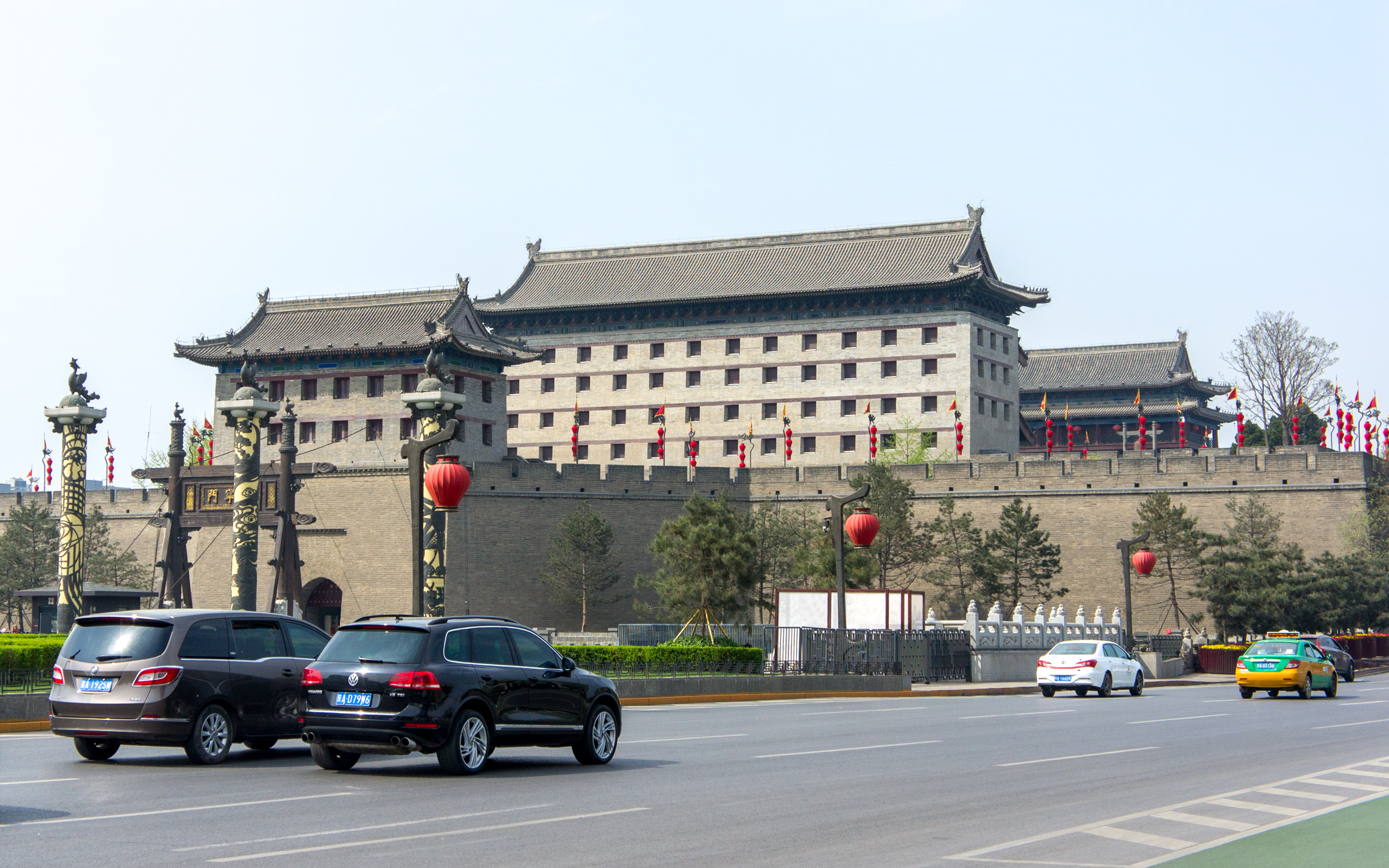
永宁门“门三重楼三重”的形制

永宁门，是西安城墙正南门，位于南城墙中部偏西。原为隋唐长安皇城南面偏东之“安上门”，唐末韩建改筑新城时保留。明洪武初，扩建西安府城，沿用为南门，易名“永宁门”。民国元年6月（1912年），陕西都督张凤翙曾为永宁门题写门楣。

## 历史

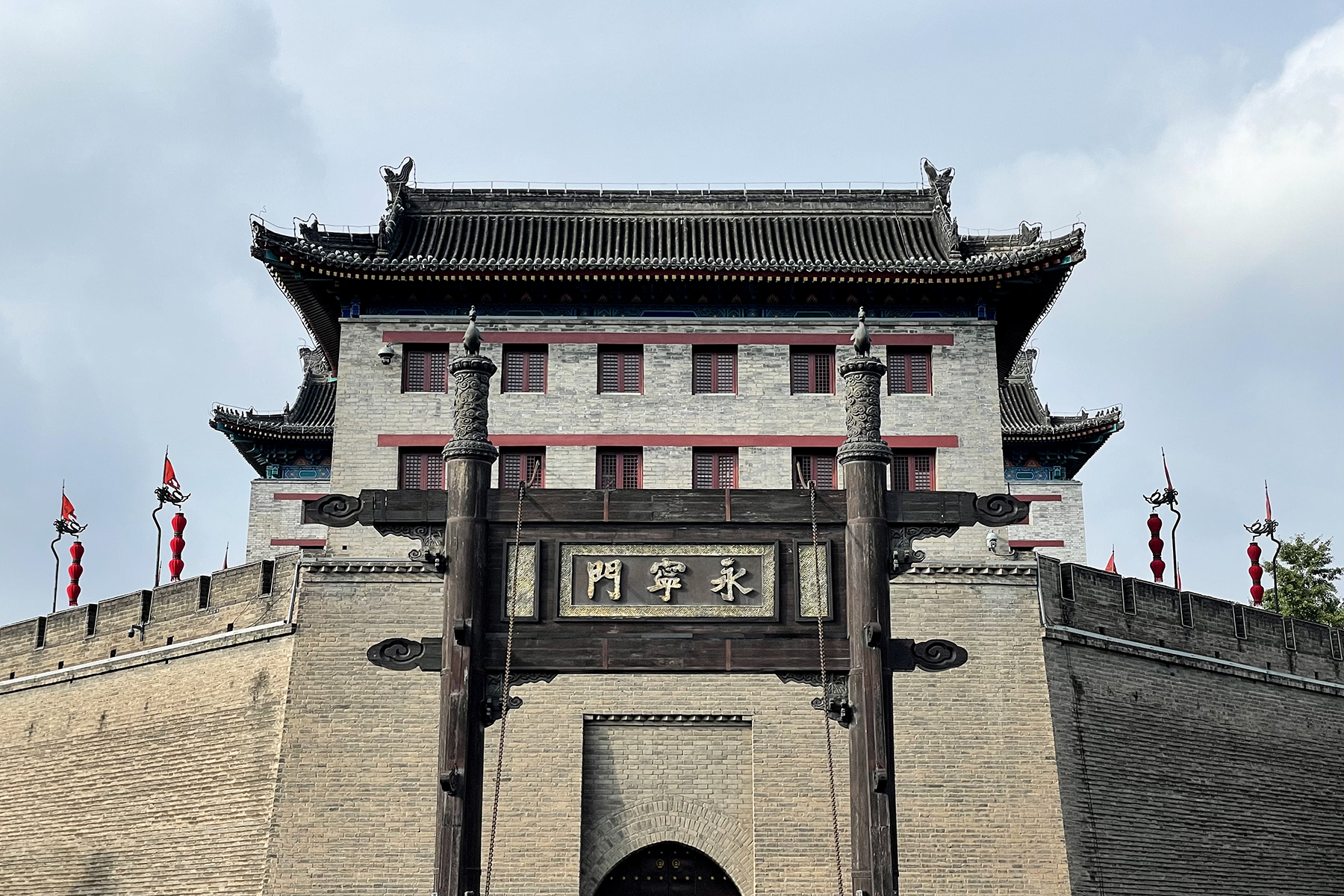
永宁门闸楼

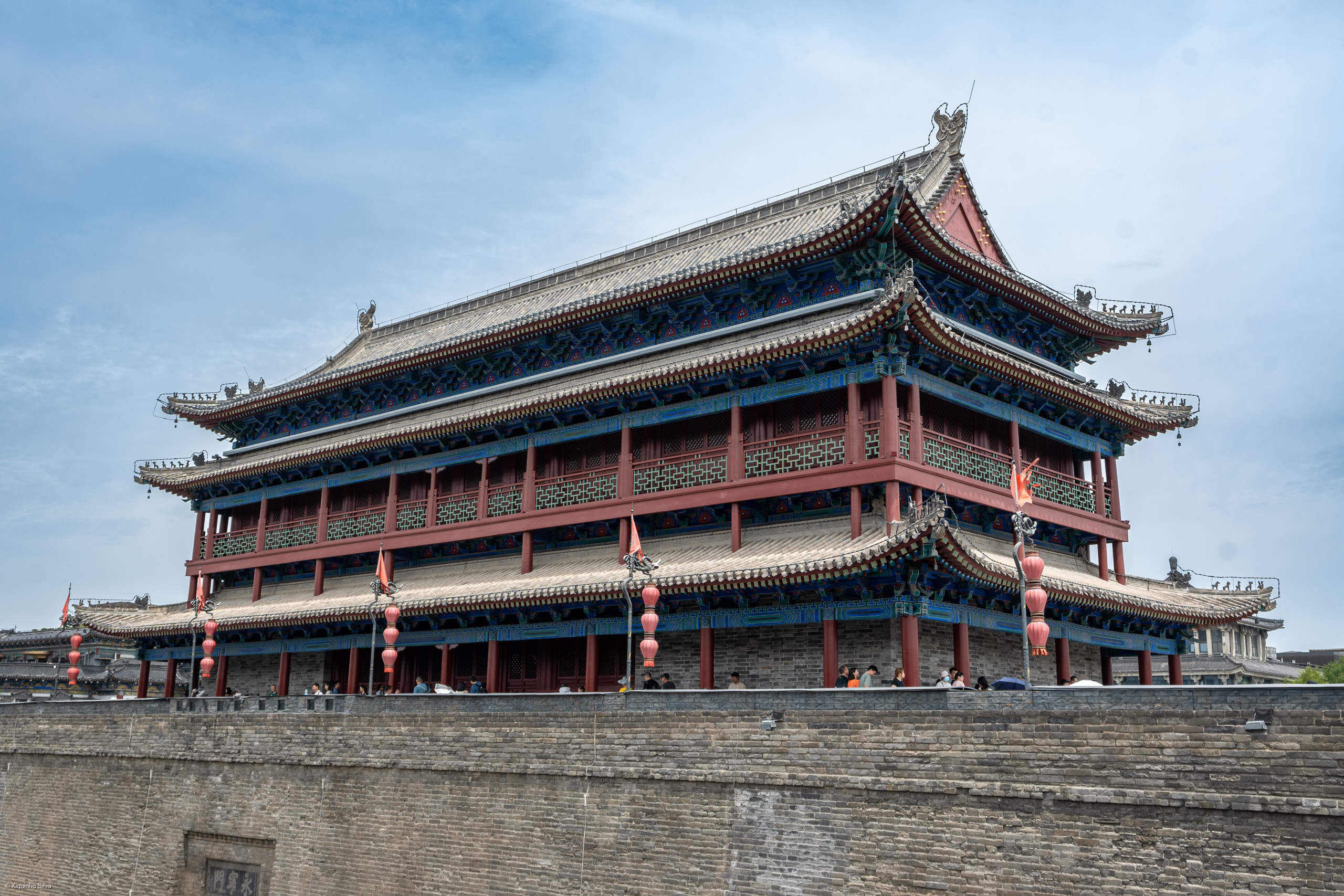
永宁门正楼

原为隋唐长安皇城南面偏东之“安上门”，唐末韩建改筑新城时保留。明洪武七年至十一年（1374年至1378年），扩建西安府城，此门沿用为南门，易名“永宁门”。但改隋唐时过梁式三门洞为砖砌拱券式单门洞。后历清代、民国，沿袭至今。民国元年6月（1912年），陕西都督张凤翙曾为永宁门题写门楣。
今永宁门完整保留了明代“门三重楼三重”的形制。
- 永宁门闸楼，始建于明崇祯九年（1636年）。明崇祯十六年（1643年），李自成军攻打西安，闸楼毁于战火。清顺治十三年（1656年），陕西巡抚陈极新主持重建。民国初年，拆除闸楼，月城、吊桥亦毁坏殆尽。1990年9月，复建月城、闸楼及吊桥。

- 永宁门箭楼，始建于明洪武十一年（1378年）。民国15年（1926年），镇嵩军围困西安时毁于战火。2012年11月，经国家文物局批准，箭楼保护示范工程于2013年1月动工，至2014年4月完成。同年5月1日，工程实现复建箭楼。外立面的质感与原箭楼保持，内部还增加了古迹遗址和城墙文化展览展示的博物馆。[1][2]

- 永宁门正楼，原安上门城楼，历五代宋金元时期，明洪武十一年（1378年）统一形制重建。后又经明嘉靖五年（1526年）及清代、民国、共和国多次修葺，沿袭至今。

- 永宁门门洞，现已不再承担城市交通作用。1956年，于城门两侧各开辟三个券洞，供车辆行人通行。

## 地理位置
现永宁门为环岛交通，门外有南门广场，门内为南大街，门外接长安北路。

## 图集

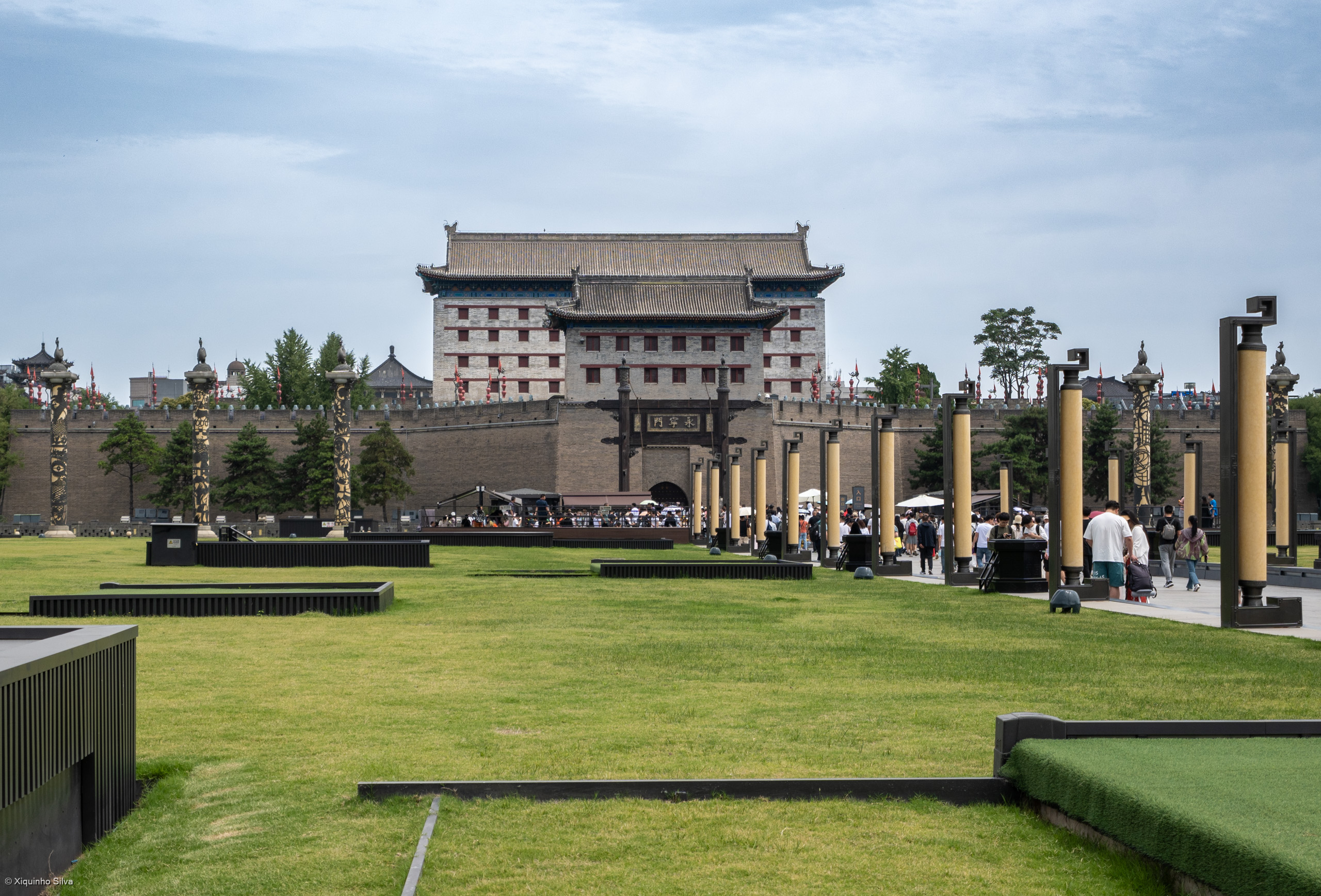
自南面远望永宁门
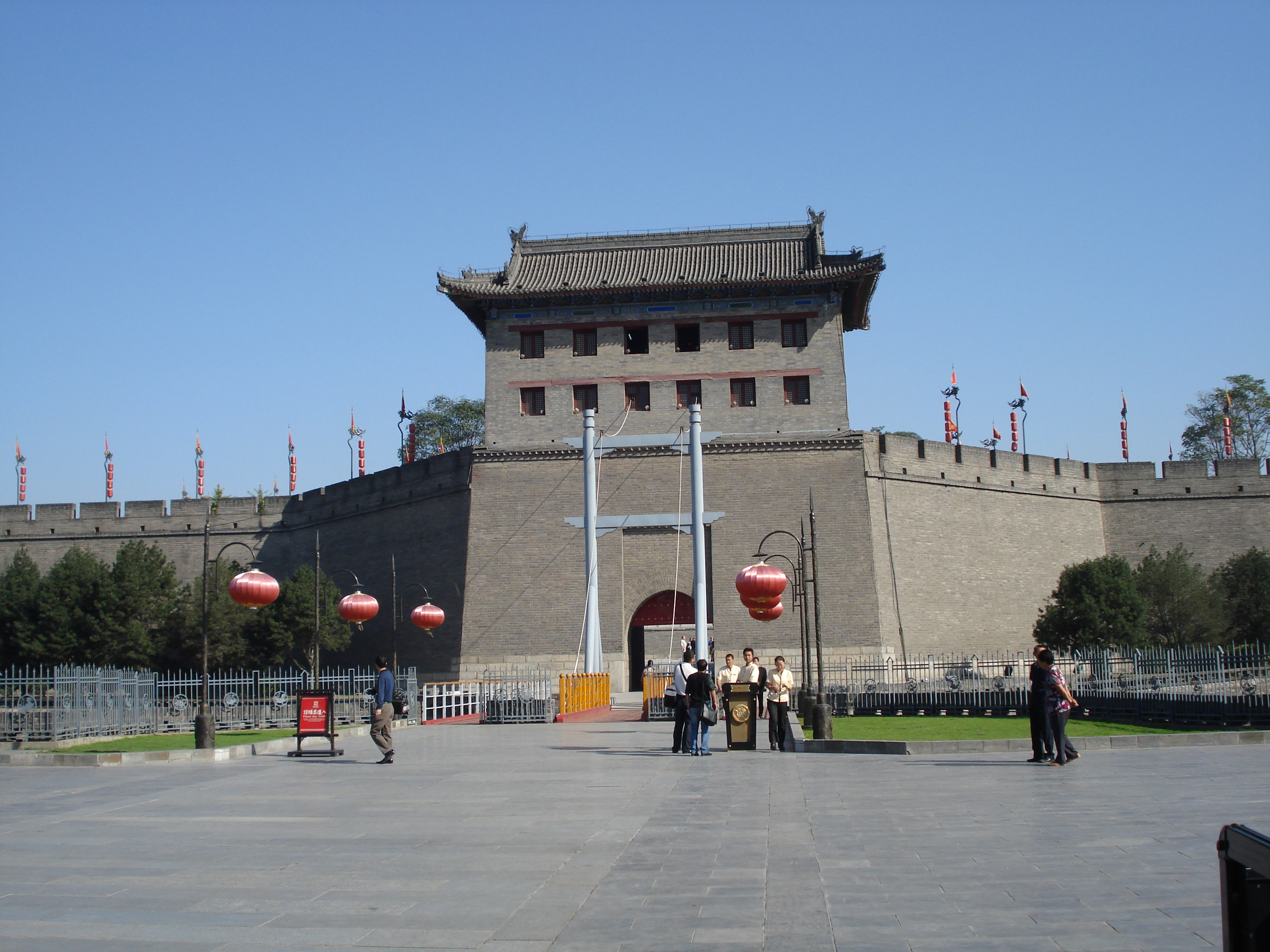
永宁门外，永宁门吊桥、闸楼（摄于2014年之前，此时永宁门箭楼还未复建）
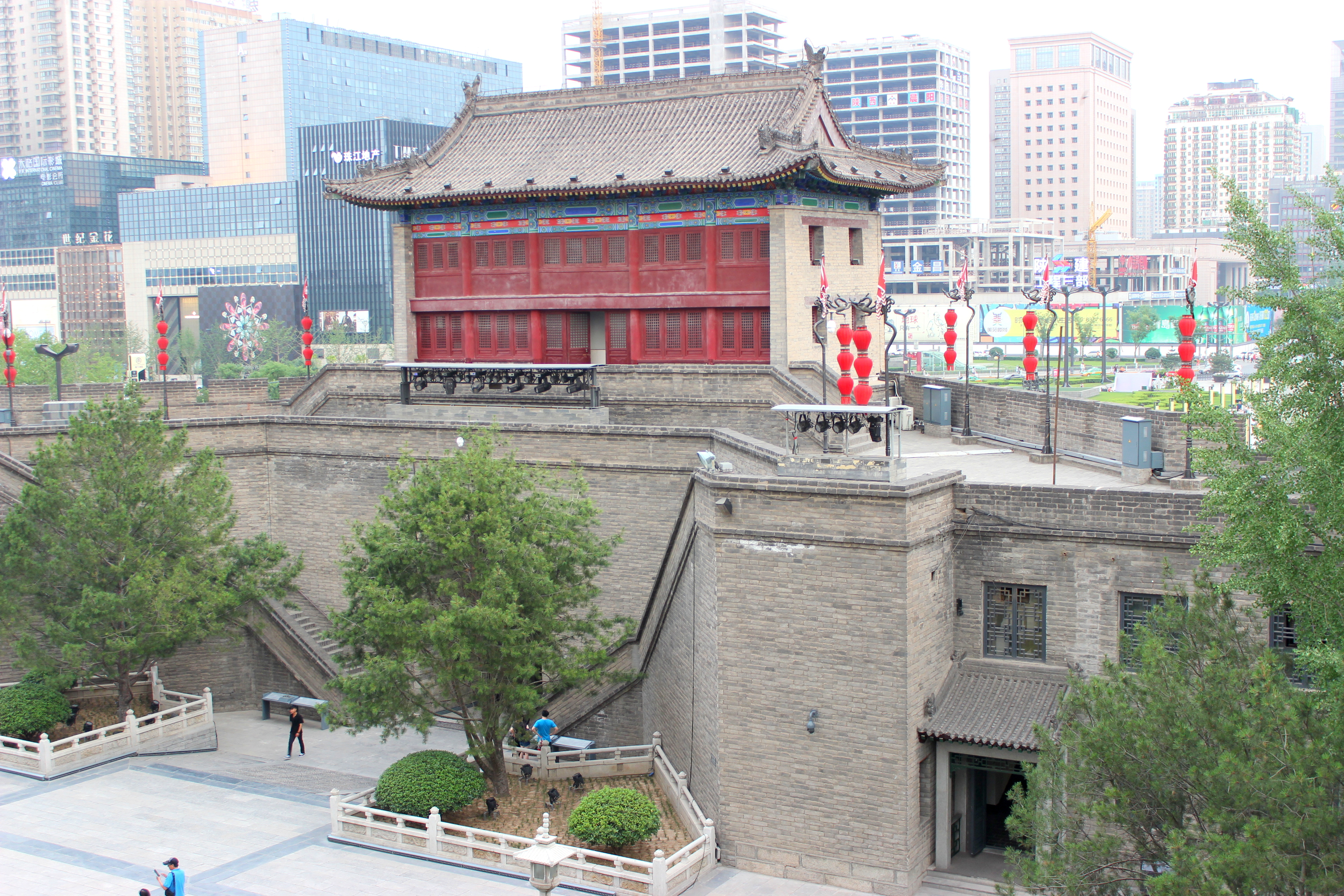
永宁门瓮城上，永宁门闸楼
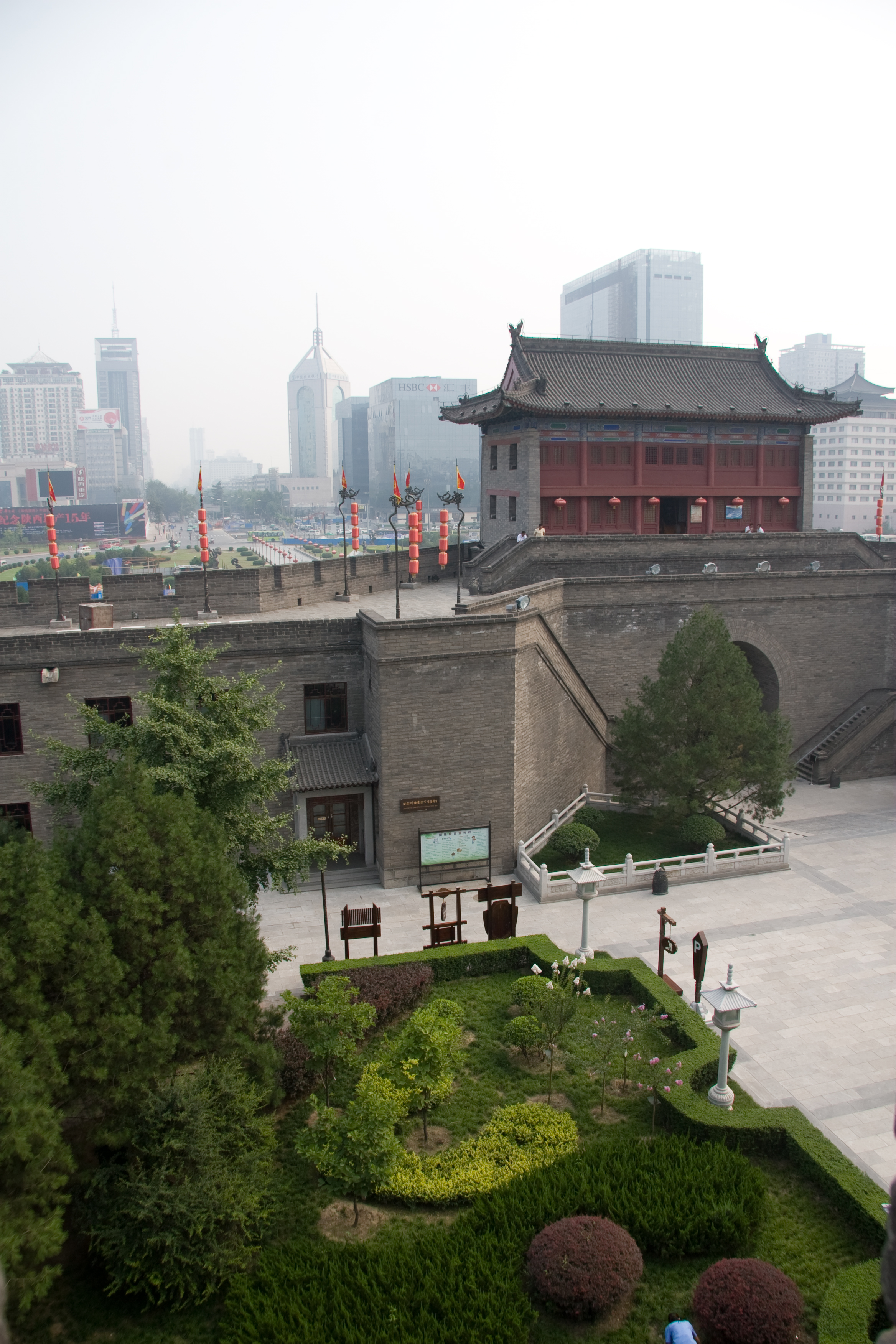
永宁门瓮城上，永宁门闸楼
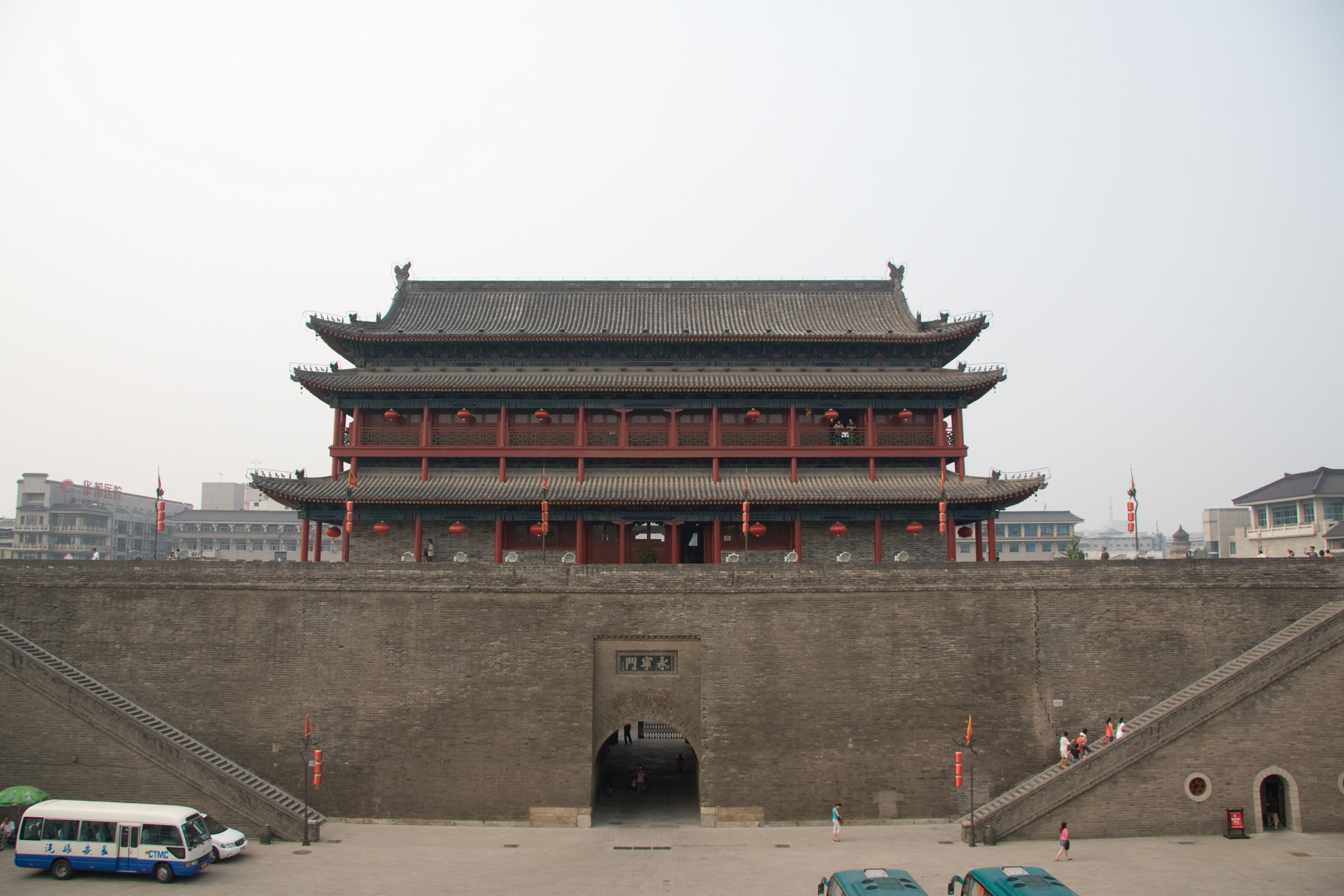
永宁门瓮城上，永宁门正楼
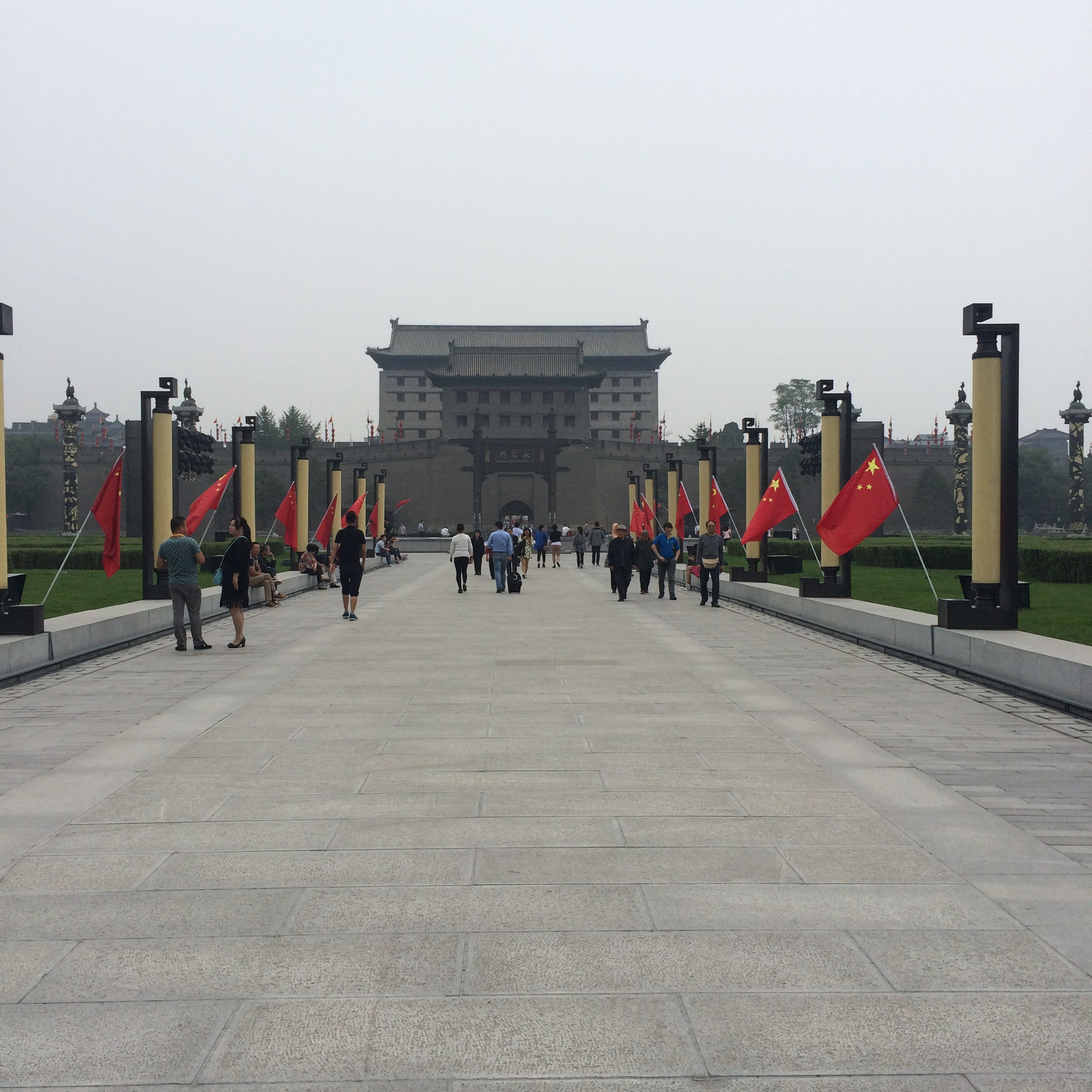
永宁门入城步道，远处为吊桥、闸楼及2014年复建之箭楼
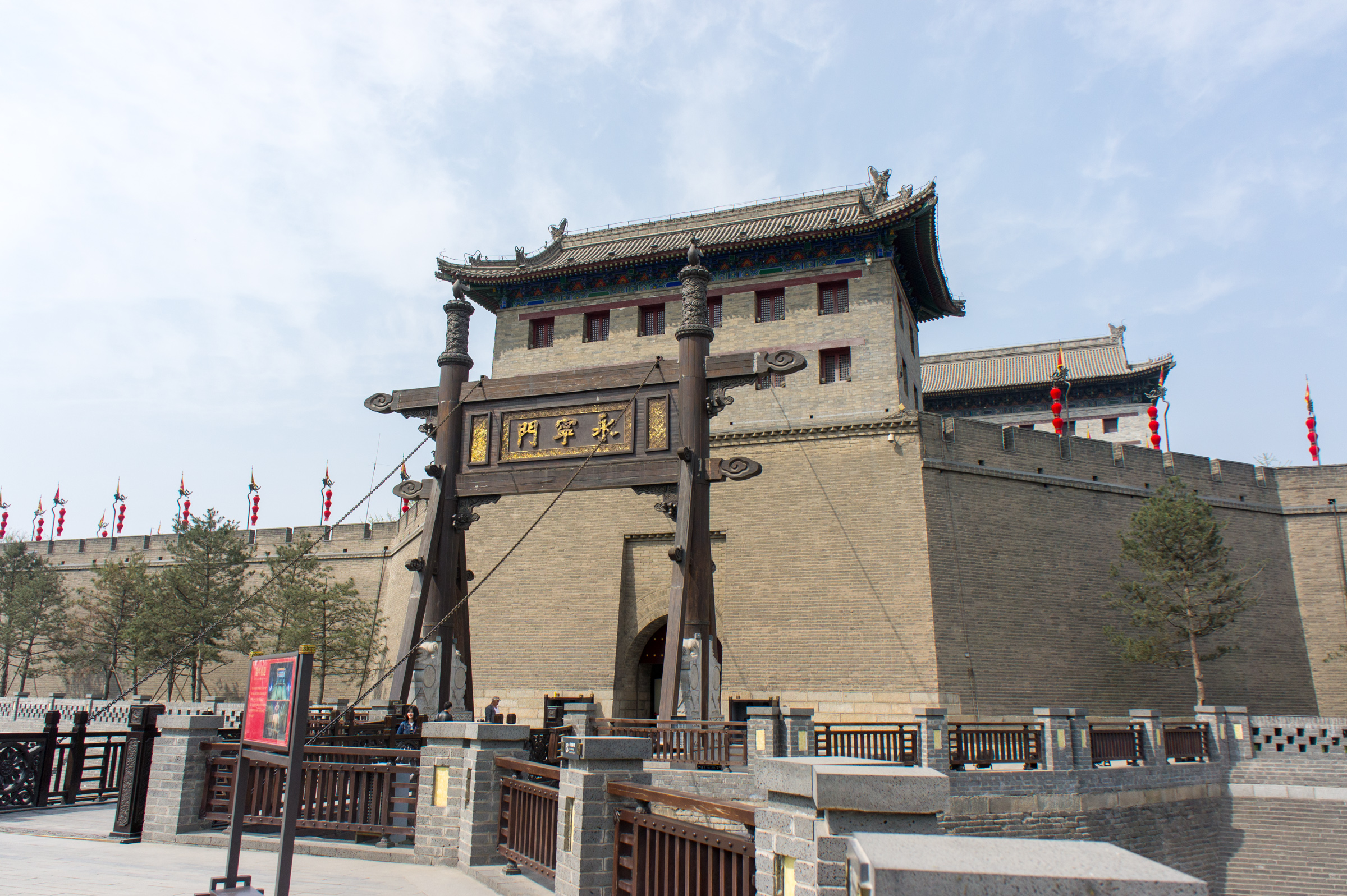
永宁门吊桥、闸楼及2014年复建之箭楼
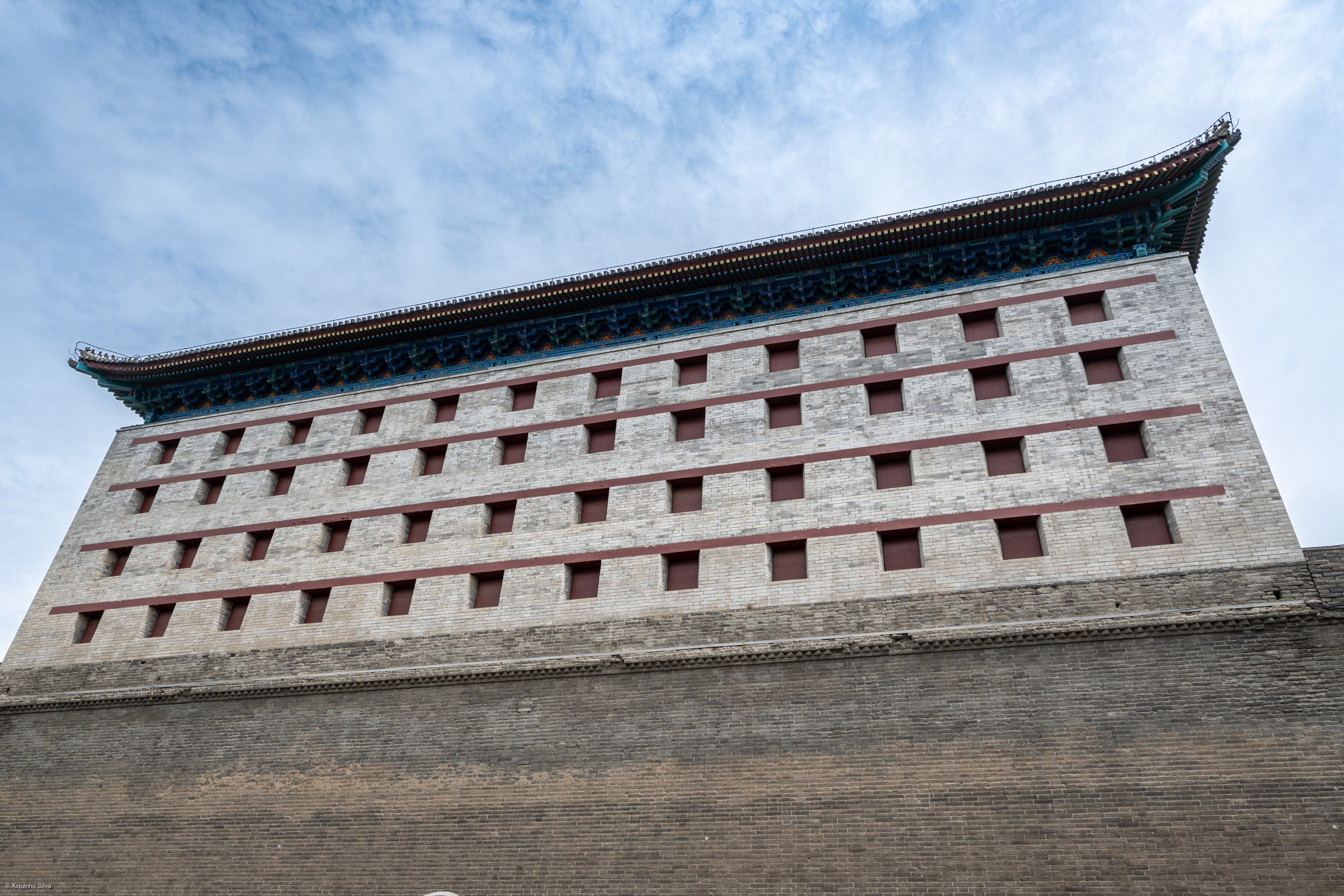
永宁门瓮城上，永宁门箭楼正面
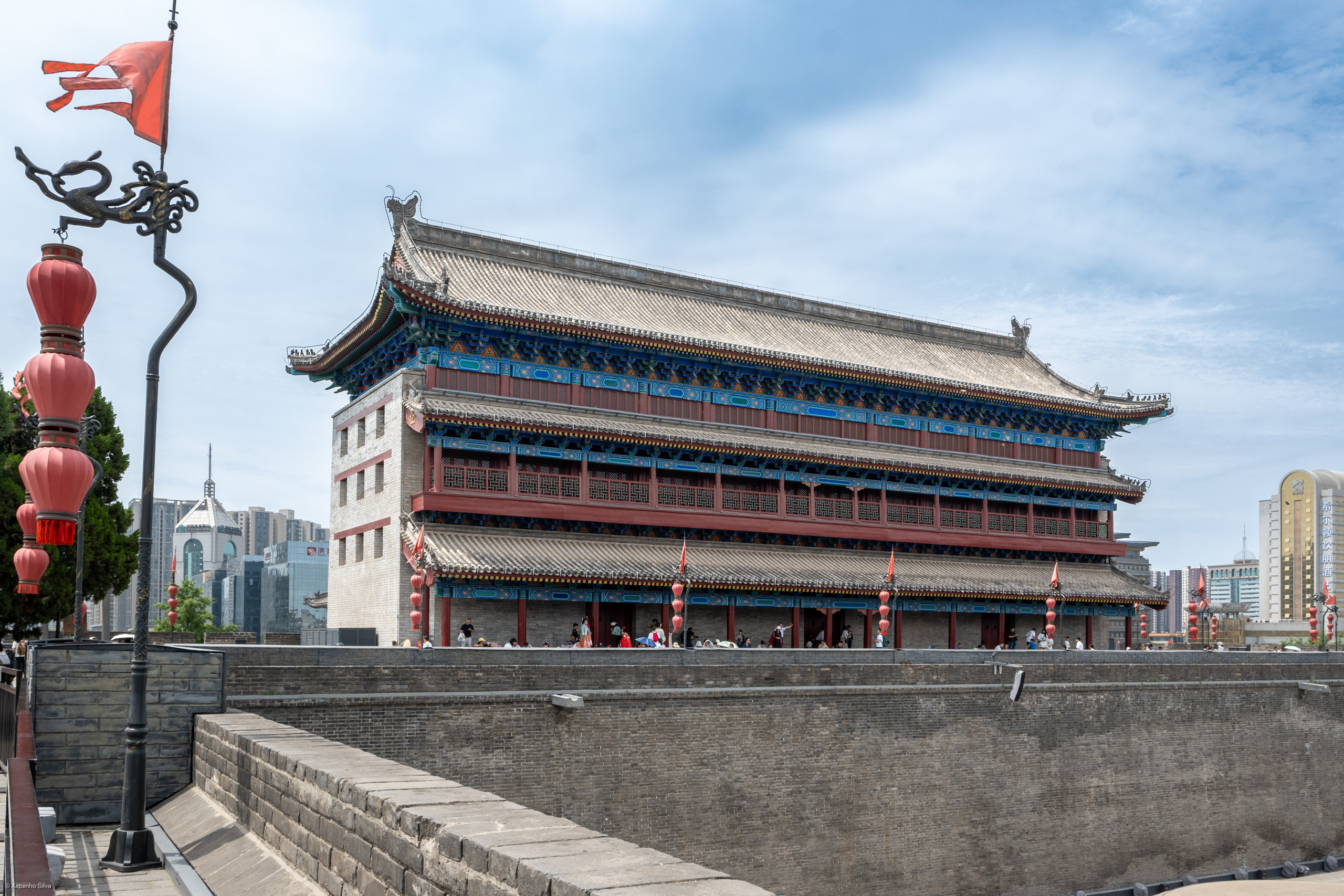
永宁门瓮城上，永宁门箭楼背面
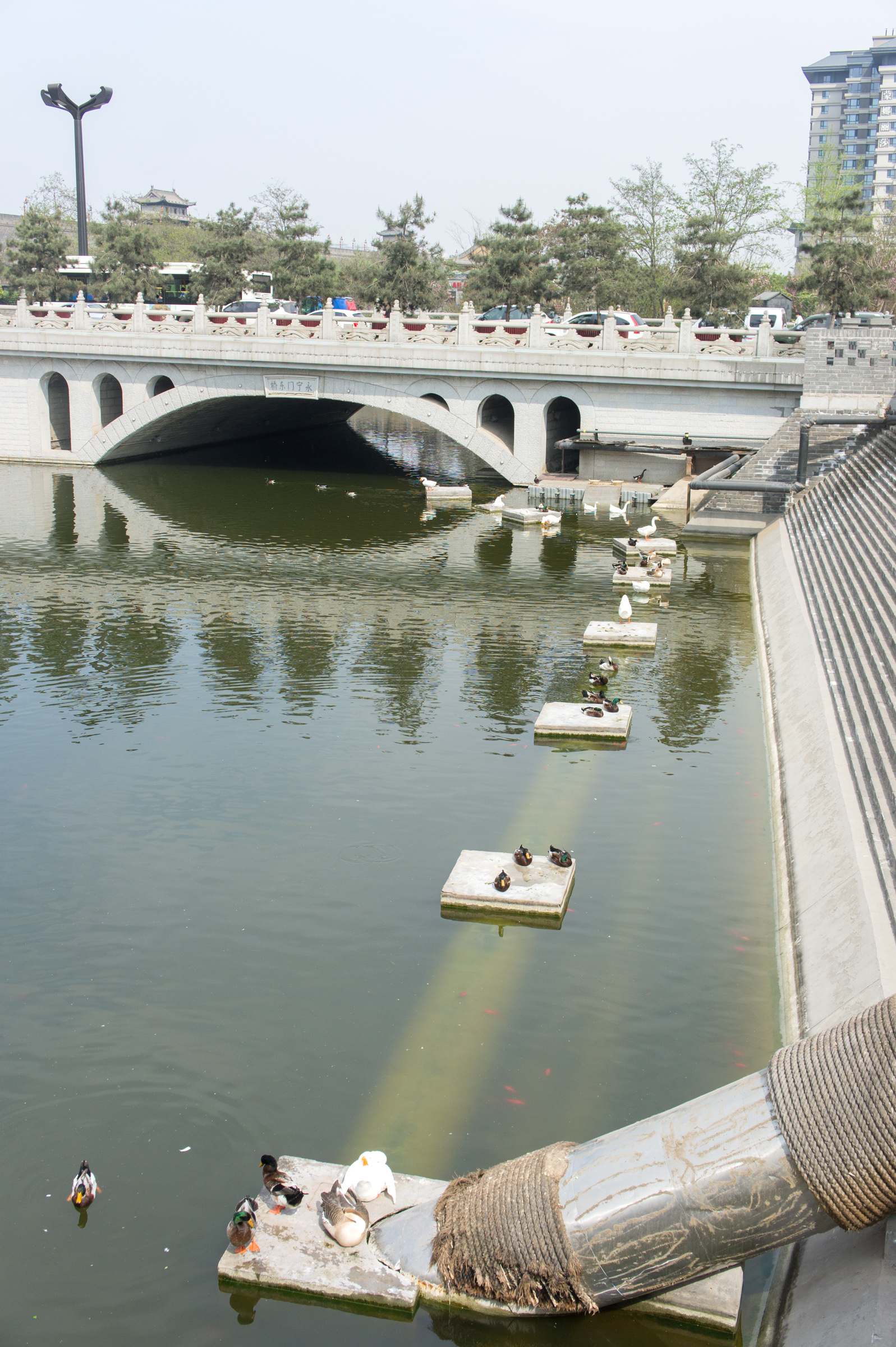
永宁门外护城河
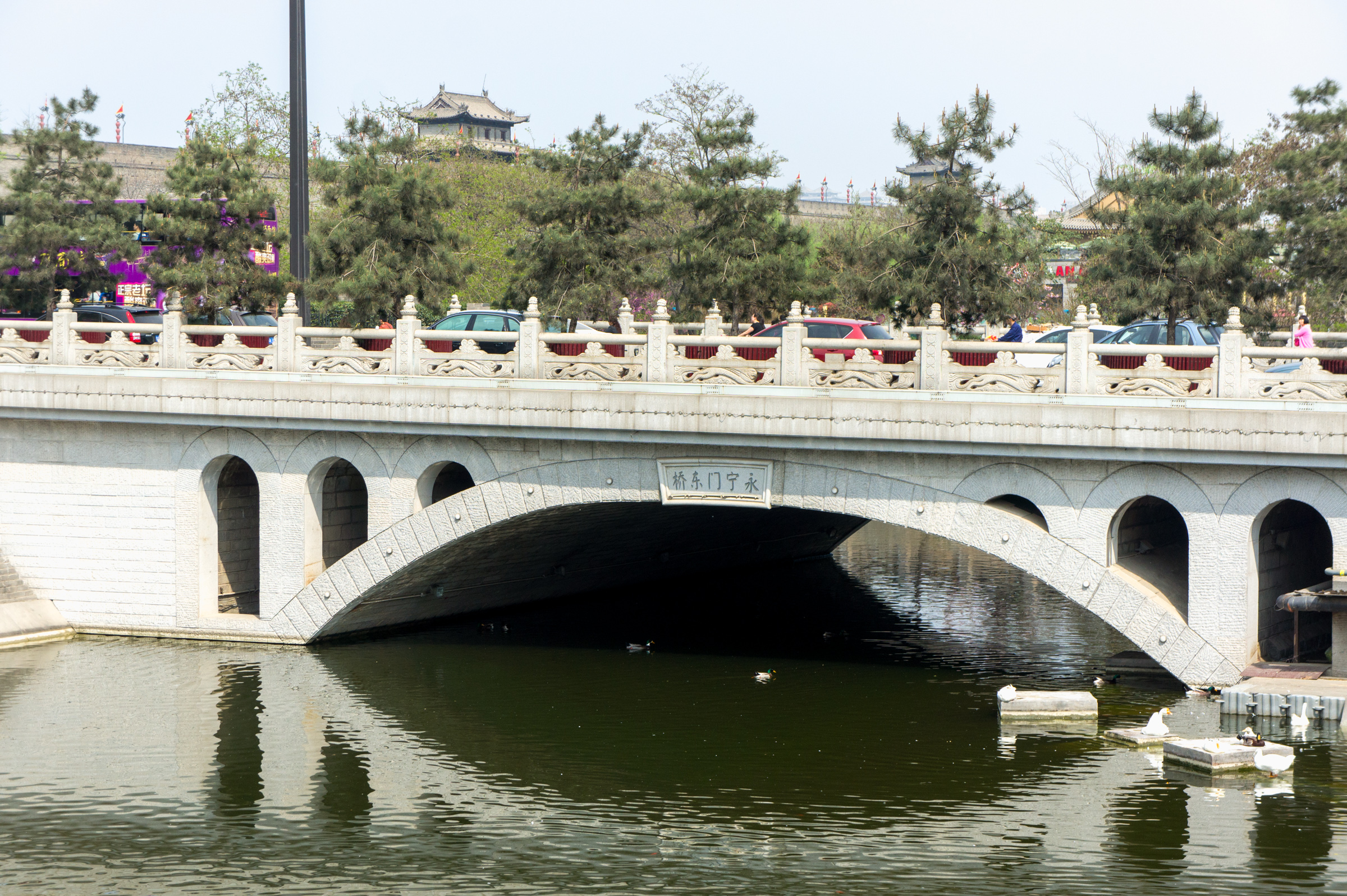
永宁门外护城河之上的永宁门东桥